# Zwangsarbeitslager Lemberg-Janowska
Koordinaten: 49° 51′ 15″ N, 23° 59′ 18″ O
Das Zwangsarbeitslager Lemberg-Janowska bei Lemberg wurde im November 1941 durch die SS im Distrikt Galizien im deutsch besetzten Polen errichtet. Später wurde es als „multifunktionales Durchgangslager“ genutzt. Viele der meistenteils jüdischen Häftlinge osteuropäischer bzw. sowjetischer Herkunft wurden von dort in andere Zwangsarbeitslager deportiert, für das Vernichtungslager Belzec selektiert oder auch vor Ort in den Sandhügeln hinter dem Lager erschossen. Daher wird das Lager Janowska manchmal auch als Vernichtungslager bezeichnet. Am 19. Juli 1944 wurde das Lager Janowska durch die SS aufgelöst.

## Entstehung des Zwangsarbeiterlagers
Im September 1941 übernahmen die deutschen Besatzer das Fabrikgelände an der Janowska-Straße 132–134 (heute: Schewtschenko-Straße (Вулиця Шевченка)) von Lemberg und richteten dort zunächst einen Versorgungsbetrieb für die Wehrmacht ein. Das Gebäude gehörte vor der Besatzung einem Einheimischen jüdischen Glaubens, namens Steinhaus.
Kurze Zeit später wurde das Lager Teil der Deutschen Ausrüstungswerke (DAW), einem SS-Unternehmen (zum Amt W unter der Leitung Oswald Pohls im SS-Wirtschafts- und Verwaltungshauptamt (WVHA)). Es wurden zunächst Zwangsarbeiter für die dortige Produktion eingesetzt. Im Spätherbst 1941 wurde ein Teil des Geländes als „Zwangsarbeitslager Lemberg-Janowska“ abgetrennt und vom Betriebsleiter der DAW, SS-Hauptsturmführer Fritz Gebauer, als Lagerführer geleitet.
Bereits seit der Okkupation am 30. Juni 1941 bestand daneben in Lwiw (Lemberg) ein großes Sammellager, von der SS als Jüdischer Wohnbezirk Lemberg bezeichnet.

## Ausbau

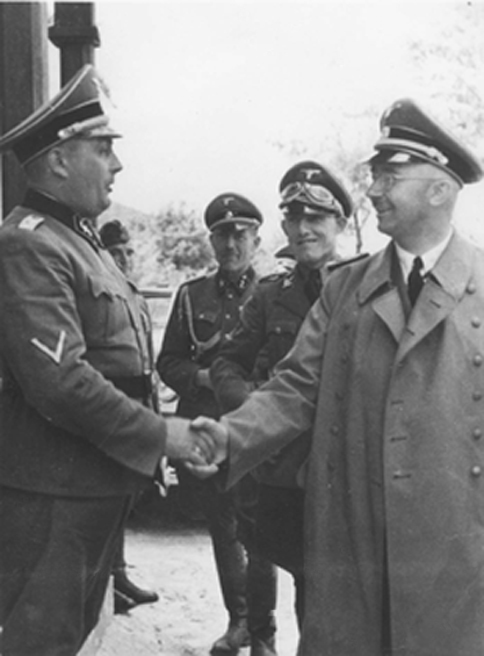
Von links nach rechts: Friedrich Warzok, Fritz Katzmann und Heinrich Himmler im Zwangsarbeitslager Lemberg-Janowska

Anfang Mai 1942 befahl Friedrich Katzmann, das Lager Janowska auf dem angrenzenden Gelände zu erweitern und für 10.000 Häftlinge auszubauen. Zum 1. Juli 1942 wurde Gustav Willhaus Kommandant des Zwangsarbeiterlagers Janowska, das er bis zum Juni 1943 leitete und von den DAW-Betrieben abgetrennt war. Im März 1943 hatte das Lager eine Frauenabteilung mit 400 Jüdinnen; im März 1943 erreichte das Lager seine höchste Belegung mit bis zu 15.000 Häftlingen. Auch wenn zeitweilig bis zu 10 % polnische und ukrainische Häftlinge untergebracht waren, handelte es sich hier in erster Linie um ein „Judenlager“ im Rahmen der so genannten „Endlösung der Judenfrage“.

## Lebensverhältnisse
Es mangelte an hygienischer und ärztlicher Grundversorgung. Die Baracken waren ungeheizt und äußerst primitiv ausgestattet. Die Ernährung war unzureichend, zumal den KZ-Häftlingen an sechs Tagen der Woche jeweils zehn Stunden schwere körperliche Arbeit abverlangt wurde. Zudem drohten ständig „Selektionen“ und brutale Übergriffe, an denen sich der Kommandant beteiligte.
Die durchschnittliche Lebensdauer der KZ-Häftlinge im Lager betrug nicht mehr als drei Monate, falls sie nicht als Funktionshäftling oder wegen besonderer Facharbeiterqualifikation verschont blieben. Nutznießer des Zwangsarbeiterlagers waren deutsche Firmen und Wehrmachts- und Rüstungsbetriebe in Lwiw (Lemberg).

## Durchgangslager
Janowska wurde zudem Durchgangslager und als Verteilerstelle für fünfzehn weitere Zwangsarbeitslager genutzt, die zum Bau der militärisch genutzten Durchgangsstraße IV von Przemyśl über Lwiw und Tarnopol in die Ukraine eingerichtet wurden.
Bei den Massendeportationen ins Vernichtungslager Belzec wurde Janowska für viele Juden ab Juni 1942 zur letzten Zwischenstation vor ihrer Ermordung: Hier wurden die Opfer selektiert und nur einige wenige zur Zwangsarbeit zurückbehalten.
1943 wurde Janowska, das daneben immer noch Arbeitslager war, zugleich selbst zum Vernichtungslager. Neuankömmlinge wurden meistens gleich an die Mordstätten in den Sandhügeln nahe beim Lager gebracht und dort erschossen. Bis Mitte Mai 1943 wurden mehr als 6000 Juden auf diese Weise ermordet. Ab Juli 1943 war Friedrich Warzok Lagerleiter; die Wachmannschaft bestand aus rund 50 reichs- und volksdeutschen SS-Männern.
Damit glich das Zwangsarbeiterlager Janowska zunächst vielen Konzentrationslagern im übrigen deutschen Machtbereich, in denen die Häftlinge im Sinne von Vernichtung durch Arbeit ausgebeutet oder zur Vernichtung selektiert wurden. Darüber hinaus aber wurde Janowska Vernichtungslager; es gab dort massenhafte Erschießungen, aber keine Gaskammern. SS-Standartenführer Paul Blobel war mit der Spurenverwischung der Mordtaten beauftragt und stellte im Juni 1943 ein Kommando von 70 Schutzpolizisten des Polizeiregiments 23 für die Bewachung von rund 130 jüdischen Häftlingen zusammen, welche die Leichen exhumieren und auf Scheiterhaufen verbrennen mussten. In Janowska wurden zudem SD- und SiPo-Beamte aus dem Generalgouvernement für derartige Enterdungsaktionen geschult. Zu den jüdischen Häftlingen des Enterdungskommandos gehörte Leon Weliczker, der ein Tagebuch führte und im November 1943 in einer Gruppe aus dem Lager fliehen konnte.

## Lagerauflösung

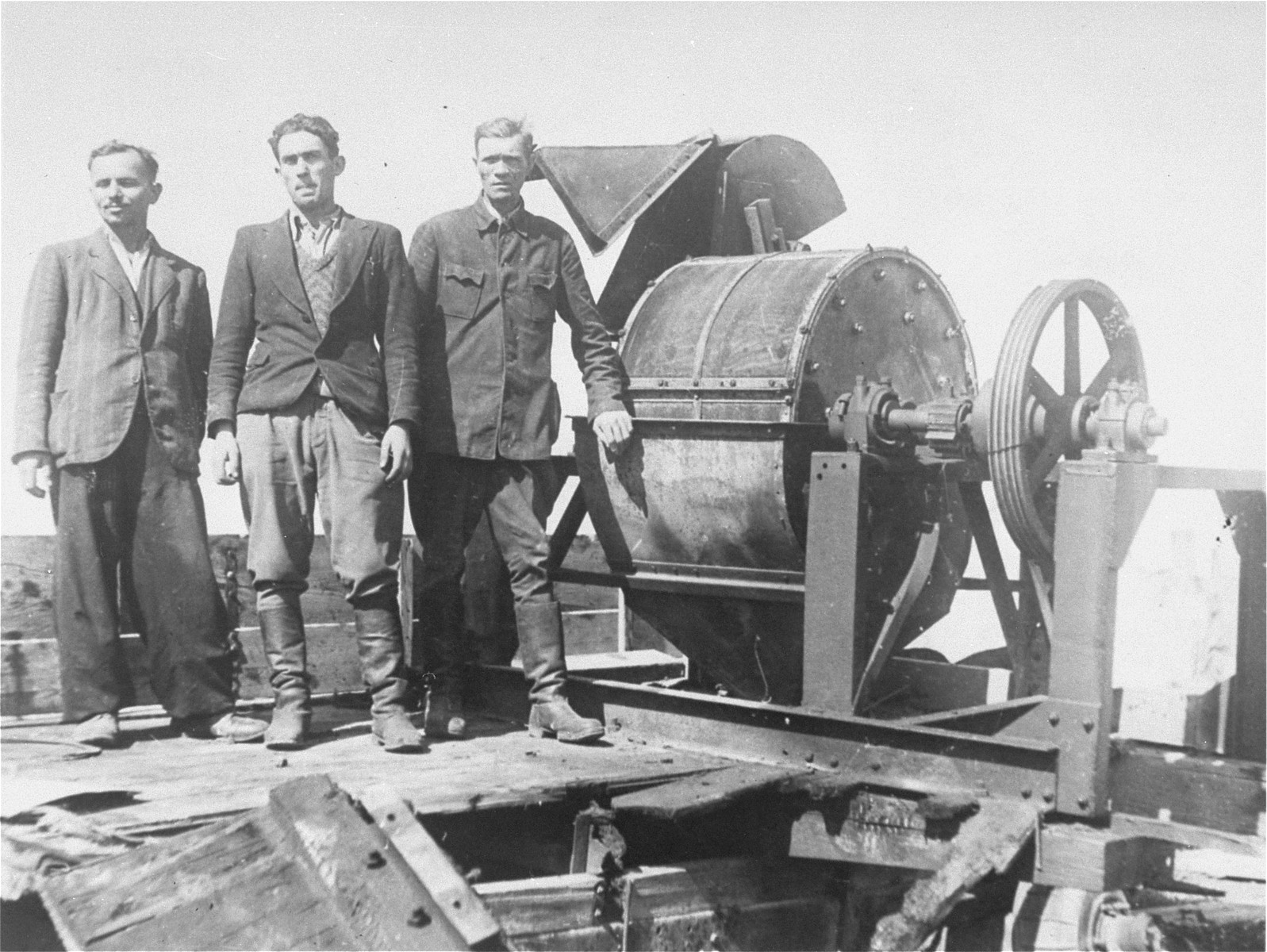
Ehemalige Zwangsarbeiter der Sonderaktion 1005 demonstrieren die Funktion einer Knochenmühle (August 1944).

Fast alle Zwangsarbeiter, die zu Außenkommandos von Janowska gehörten, wurden am 25. Oktober 1943 erschossen. Lediglich ein Arbeitskommando, das zur „Enterdungsaktion“ eingeteilt war, blieb noch verschont. Im Lager selbst wurden am 19./20. November 1943 rund 4000 jüdische Häftlinge nach einem Massenfluchtversuch ermordet; dies wird als Teil der „Aktion Erntefest“ gedeutet.
Das Lager wurde in den folgenden Wochen erneut mit einigen hundert polnischen, ukrainischen und volksdeutschen Häftlingen wieder belegt, bis es am 19. Juli 1944 vor der anrückenden Roten Armee geräumt und die Häftlinge in westlicher gelegene Lager verschleppt wurden. Unter ihnen befand sich Simon Wiesenthal.

## Opferzahlen
Die Quellenlage macht eine genaue Bestimmung der Opferzahl für das Konzentrationslager Janowska unmöglich. Die geschätzten Zahlenwerte liegen weit auseinander. Frühe Angaben gehen davon aus, dass insgesamt 300.000 bis 400.000 Juden das Lager durchlaufen haben, von denen 200.000 ermordet wurden. Andere Schätzungen belaufen sich auf insgesamt 50.000 Opfer. Der Historiker Thomas Sandkühler hält es für wahrscheinlich, dass es im Lager mehr Opfer gegeben habe als im KZ Majdanek: Dies wären deutlich mehr als 50.000.